# Communauté d'agglomération Portes de France-Thionville
La communauté d'agglomération Portes de France-Thionville est une communauté d'agglomération, située dans le département de la Moselle en région Grand Est.
Le 1er janvier 2026 , elle fusionnera avec la communauté d'agglomération du Val de Fensch, à la suite d'un processus de plus de deux ans d'études puis de validation et enfin de préparation

## Historique
La communauté d'agglomération est créée le 1er janvier 2004 avec 7 communes : Basse-Ham, Illange, Kuntzig, Manom, Terville, Thionville et Yutz.
En décembre 2005, 6 nouvelles communes rejoignent la structure intercommunale : Angevillers, Fontoy, Havange, Lommerange, Rochonvillers et Tressange. La communauté d'agglomération comporte alors 13 communes.
Le 1er janvier 2026, la communauté d'agglomération du Val de Fensch et la communauté d'agglomération Portes de France-Thionville doivent fusionner, pour former un nouvel ensemble nommé Thionville Fensch Agglomération.

## Territoire communautaire

### Géographie
La communauté d'agglomération, située au cœur du Nord Mosellan, bénéficie d'infrastructures importantes : 
- réseau autoroutier constitué par l'A31, l'axe Nord/Sud, A30, A4
- desserte par le TGV Est Européen ;
- desserte fluviale par la Moselle à grand gabarit ;
- proximité des aéroports internationaux de Luxembourg et Sarrebruck et de l’aéroport régional Metz-Nancy Lorraine.

Son territoire s'étend sur 156 km2.
Thionville-Portes de France est membre du pôle métropolitain européen du Sillon lorrain, le premier pôle métropolitain français qui s’est constitué progressivement depuis la fin des années 1990, a pris la forme d’une association en 2005, puis constitué sous sa forme juridique actuelle en 2011. Il regroupe la métropole du Grand Nancy, la Metz-Métropole, la communauté d'agglomération Portes de France-Thionville et la communauté d'agglomération Épinal-Golbey, auxquelles sont associées d'autres intercommunalités lorraines afin de 
- défendre les intérêts et renforcer l'identité métropolitains
- proposer une ingénierie territoriale portant sur des projets nationaux (labellisation French Tech)
- mettre en œuvre une ingénierie de projets (bibliothèque numérique de référence)
- développer une ingénierie de ressources, et notamment en matière de financements européens

### Composition
En 2024, la communauté d'agglomération est composée des 13 communes suivantes :

| Nom                | Code Insee | Gentilé       | Superficie (km2) | Population (dernière pop. légale) | Densité (hab./km2) |
| ------------------ | ---------- | ------------- | ---------------- | --------------------------------- | ------------------ |
| Thionville (siège) | 57672      | Thionvillois  | 49,88            | 42 778 (2022)                     | 858                |
| Angevillers        | 57022      | Angevillois   | 8,71             | 1 357 (2022)                      | 156                |
| Basse-Ham          | 57287      | Hamois        | 10,05            | 2 318 (2022)                      | 231                |
| Fontoy             | 57226      | Fenschois     | 16,88            | 3 163 (2022)                      | 187                |
| Havange            | 57305      | Havangeois    | 9,65             | 451 (2022)                        | 47                 |
| Illange            | 57343      | Illangeois    | 5,65             | 1 785 (2022)                      | 316                |
| Kuntzig            | 57372      | Kuntzigeois   | 4,51             | 1 365 (2022)                      | 303                |
| Lommerange         | 57411      | Lommerangeois | 7,97             | 383 (2022)                        | 48                 |
| Manom              | 57441      | Manomois      | 10,39            | 3 074 (2022)                      | 296                |
| Rochonvillers      | 57586      | Rochonvillois | 5,64             | 205 (2022)                        | 36                 |
| Terville           | 57666      | Tervillois    | 3,83             | 7 609 (2022)                      | 1 987              |
| Tressange          | 57678      | Tressangeois  | 9,36             | 2 464 (2022)                      | 263                |
| Yutz               | 57757      | Yussois       | 13,97            | 17 497 (2022)                     | 1 252              |

### Démographie
| 1968   | 1975   | 1982   | 1990   | 1999   | 2010   | 2015   | 2021   |
| ------ | ------ | ------ | ------ | ------ | ------ | ------ | ------ |
| 76 625 | 79 752 | 75 656 | 74 889 | 77 026 | 78 950 | 78 892 | 83 270 |

### Énergie et climat

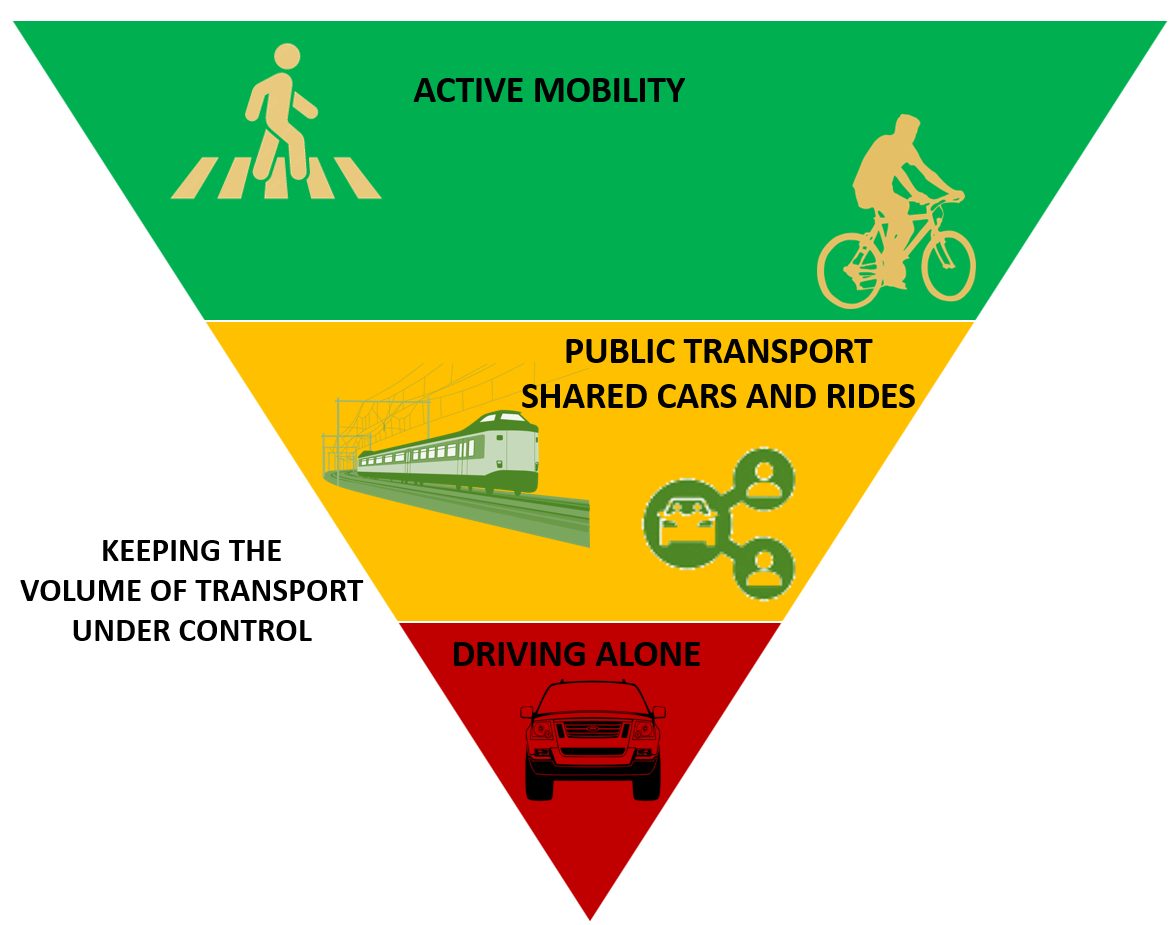
Pyramide de la mobilité, proposée par le projet européen Share North.

Dans le cadre du schéma régional d'aménagement, de développement durable et d'égalité des territoires (SRADDET) du Grand Est, ATMO Grand Est tient à jour les statistiques énergétiques  des établissements publics de coopération intercommunale de la région sous forme de diagramme de flux.
L'énergie finale annuelle, consommée en 2020, est exprimée en gigawatts-heures,.
| -                          | GWh   |
| -------------------------- | ----- |
| Électricité                | 600   |
| Carburants ou combustibles | 1 672 |
| Chaleur primaire           | 47    |

L'énergie produite en 2020 est également exprimée en gigawatts-heures.
| -                          | GWh |
| -------------------------- | --- |
| Électricité                | 1   |
| Carburants ou combustibles | 42  |
| Chaleur primaire           | 39  |

Les gaz à effet de serre sont exprimés en kilotonnes équivalent CO2.
| -                     | ktéqCO2 |
| --------------------- | ------- |
| Liées à l'énergie     | 409     |
| Non liées à l'énergie | 29      |

| -                              | Transports routiers | Autres transports |
| ------------------------------ | ------------------- | ----------------- |
| Carburant (GWh)                | 696                 | 11                |
| Électricité (GWh)              | 1                   | 8                 |
| Gaz à effet de serre (ktéqCO2) | 175                 | 3                 |

## Organisation

### Siège
Le siège de la communauté de communes est situé en mairie de Thionville. Toutefois, l'hôtel de communauté est situé Espace Cormontaigne, 4, avenue Gabriel Lippmann à Yutz.

### Élus
La communauté de communes est administrée par son conseil communautaire, composé de 58 conseillers municipaux représentant chacune des  communes membres.
Pour le mandat 2020-2026, ils sont répartis de la manière suivante, en fonction de la population de chaque commune :

- 26 délégués pour Thionville ;

- 12 délégués pour Yutz ;

- 5 délégués pour Terville ;

- 2 délégués pour Basse-Ham, Fontoy, Illange et Manom;

- 1 délégué et son suppléant pour les 6 autres communes.

Au terme des élections municipales de 2020 en Moselle, le conseil communautaire du  9 juillet 2020 a réélu son président, Pierre Cuny, maire de Thionville,  et désigné ses 15 vice-présidents, qui sont, : 
1. Clémence Pouget, maire de Yutz, chargé des stratégies d’aménagement du territoire et développement transfrontalier ;
2. Olivier Postal, maire de Terville, chargé des transferts de compétences et du marketing territorial ;
3. Mathieu Weis, maire de Fontoy, chargé des finances et partenariats financiers ;
4. Marie-Laurence Herfeld, maire de Manom, chargée de l'assainissement ;
5. Bernard Veinnant, maire de Basse-Ham, chargé de la transition écologique et des nouvelles mobilités ;
6. Denis Schitz, maire de Tressange chargé de la commande publique, de la mutualisation et des assurances ;
7. Marc Lucchini, maire d'Illange, chargé des travaux ;
8. Patrick Becker, maire de Kuntzig, chargé des transports urbains et des Gens du Voyage ;
9. Jean-Marie Colin, maire d'Angevillers, chargée des loisirs ;
10. Marc Ferrero, maire de Havange, chargé du droit des sols, de la police de l’urbanisme, des affaires foncières et du système d'information géographique ;
11. René André, maire de Lommerange, chargé des infrastructures et services numériques ;
12. Angèle Kaspar-Cotrupi, maire de Rochonvillers, chargée de la petite enfance ;
13. Patricia Renaux, maire-adjointe de Thionville, chargée des déchets et de l'hydrologie ;
14. Jean-Charles Louis, maire-adjoint de Thionville, chargé du développement économique de l'aménagement des zones d’activités et de l'économie numérique ;
15. Laurent Schultz, maire-adjoint de Yutz, chargé de l'eau.

Le bureau communautaire pour la mandature 2020-2026 est constitué du président, des 15 vices-présidents et de 11 autres membres, dénommés assesseurs.

### Liste des présidents
| Période                                  | Période                    | Identité           | Étiquette        | Qualité |
| ---------------------------------------- | -------------------------- | ------------------ | ---------------- | --- |
| Les données manquantes sont à compléter. |                            |                    |                  | |
| 2004                                     | 2008                       | Jean-Marie Demange | RPR puis UMP     | Médecin angiologue Maire de Thionville (1995 → 2008) Député de la Moselle (1986 → 1988) Député de la 9e circonscription de la Moselle (1988 → 2008) Conseiller général de Thionville-Ouest (1985 → 1988) Conseiller régional de Lorraine (1992 → 1995 et 2004 → 2008) Vice-président du conseil régional (1992 → 1995) |
| 2008                                     | 2016                       | Patrick Weiten     | UDI              | Maire de Yutz (1995-2011) Conseiller général puis départemental du canton d'Yutz (1998 → ) Président du conseil général puis départemental de la Moselle (2011 → ) Député de la Moselle (9e circ.) (2016 → 2017) |
| 21 janvier 2016                          | 15 avril 2016              | Anne Grommerch     | LR               | Maire de Thionville (2016 → 2016) Députée de la Moselle (9e circ) (2008 → 2016) Conseillère régionale de Lorraine (2010 → 2015) Morte en fonction |
| 29 avril 2016                            | En cours (au 23 juin 2022) | Pierre Cuny        | LR puis Horizons | Médecin endocrinologue Maire de Thionville (2016 → ) Conseiller départemental de Thionville (2021 → ) Réélu pour le mandat 2020-2026 |

### Compétences
La communauté d'agglomération exerce les compétences qui lui ont été transférées par les communes membres, dans les conditions déterminées par le code général des collectivités territoriales. Il s'agit : 
- développement économique : promotion économique, zones d’activité, commerce (politique locale et soutien aux activités d’intérêt communautaire), promotion du tourisme.
- aménagement de l’espace communautaire : schéma de cohérence territoriale (SCOT), zones d’aménagement concerté (ZAC) d’intérêt communautaire, transports urbains ;
- équilibre social de l’habitat ;
- politique de la ville ;
- gestion des milieux aquatiques et prévention des inondations (GEMAPI) ;
- accueil des gens du voyage ;
- collecte et traitement des déchets des ménages et déchets assimilés ;
- eau, assainissement des eaux usées, gestion des eaux pluviales urbaines ;
- voirie et parcs de stationnement d’intérêt communautaire ;
- environnement : lutte contre la pollution de l’air et les nuisances sonores, soutien aux actions de maîtrise de la demande d’énergie ;
- équipements culturels et sportifs d’intérêt communautaire ;
- édifices cultuels : travaux d’entretien et de mise en sécurité (églises, temples, synagogue, chapelles et presbytères) ;
- relations transfrontalières ;
- petite enfance : observation des besoins d’accueil, construction et gestion d’équipements nouveaux ; relais assistants maternels ; transfert des structures d’accueil collectif ; soutien financier des structures associatives reconnues en tant qu’équipement d’accueil du jeune enfant ;
- instruction des autorisations d’urbanisme ;
- aménagement et développement numérique du territoire ;
- Exploitation d’un système d’information géographique (SIG) ;
- gestion des archives ;
- soutien à l’enseignement supérieur et à la recherche ;
- santé ;
- versement des contributions au budget du service départemental d'incendie et de secours (SDIS), contrôle du parc d’hydrants, poteaux et bouches d’incendie

### Régime fiscal et budget
La communauté d'agglomération est un établissement public de coopération intercommunale à fiscalité propre.
Afin de financer l'exercice de ses compétences, l'intercommunalité perçoit, comme toutes les communautés d'agglomération, la fiscalité professionnelle unique (FPU) – qui a succédé à la taxe professionnelle unique (TPU) – et assure une péréquation de ressources. Elle perçoit également une taxe d'assainissement. Sa dotation globale de fonctionnement s'élève à 6 892 297 € en 2024, soit 82 €/habitatnt.
Elle ne reverse pas de dotation de solidarité communautaire (DSC) à ses communes membres.

### Effectifs
Afin de mettre en œuvre ses compétences, l'intercommunalité emploie au 31 décembre 2020 352 agents dont 62 % de femmes.

## Projets et réalisations
Conformément aux dispositions légales, une communauté d'agglomération a pour objet d'associer « au sein d'un espace de solidarité, en vue d'élaborer et conduire ensemble un projet commun de développement urbain et d'aménagement de leur territoire ».
Conformément à ses statuts, la communauté d'agglomération est l'autorité organisatrice de la mobilité (AOM) de son territoire.
Le 7 novembre 2022, après un an de travaux, le centre aquatique Hamelys ouvre ses portes à Basse-Ham. Ce projet, porté par la communauté d'agglomération, dote celle-ci d'un centre aquatique moderne, en réponse à la saturation du centre aquatique communautaire de Thionville, totalement saturé. Il permet également d'apporter de nouveaux équipements à la ZAC de loisirs nautiques existante, et joue un rôle dans le renforcement de l'attractivité du territoire.
Entre 2010 et novembre 2020, la communauté d'agglomération à procédé à la restauration de l'église Saint-Maximin, à Thionville. Les travaux coûtent 1,7 million d'euros, et incluent notamment la rénovation de la nef (pour 820 000 euros), du transept, de la coupole, de deux tableaux de Charles Collignon (l'annonciation et la crucifixion), et la mise en conformité électrique de l'édifice.
Le 17 janvier 2023, la communauté d'agglomération inaugure son centre technique communautaire, à Thionville. Ce bâtiment de 3 540 m2, comportant 19 bureaux, rassemble en un seul lieu les services d'assainissement, de collecte des déchets, et de gestion de l'eau.